# 高野喜久雄
高野 喜久雄（たかの きくお、1927年（昭和2年）11月20日 - 2006年（平成18年）5月1日）は日本の詩人、数学者。新潟県佐渡出身。
宇都宮農専卒。神奈川県立高等学校教諭（数学）を勤めていた。2006年5月1日、神奈川県鎌倉市の自宅にて死去。
長男高野明彦は国立情報学研究所教授。
荒地同人に参加。詩集はイタリア語にも訳され、高い評価を得ている。現代日本の代表的な合唱曲の一つ「水のいのち」（高田三郎作曲）などの作詞でも知られる。
数学関連では「πのarctangent relationsを求めて」（bit、1983年4月号、83-91ページ）を著している。高野喜久雄の公式と言い、2002年金田康正が日立のスーパーコンピュータを用いて円周率 π を小数第1兆2411億位まで計算した時に用いた。
{\displaystyle {\frac {\pi }{4}}=12\arctan {\frac {1}{49}}+32\arctan {\frac {1}{57}}-5\arctan {\frac {1}{239}}+12\arctan {\frac {1}{110443}}}

## 著書
- 『独楽』（中村書店、1957年）
- 『存在』（思潮社、1961年）
- 『闇を闇として』（思潮社、1964年）
- 『高野喜久雄詩集』（思潮社、1966年）
- 『高野喜久雄詩集』〈現代詩文庫〉（思潮社、1971年）
- 『出会うため』（思潮社、1995年）